# Кулиев, Алиага Эйваз оглы
Алиага Эйваз оглы Кулиев (9 мая 1917 года, Баку — 11 января 1998 года, Баку) — музыкант, исполнитель на таре. Народный артист Азербайджанской ССР (1989).
Музыкальное образование получил в Бакинском музыкальном училище имени Асафа Зейналлы. Во время учёбы начал работу в оркестре струнных народных музыкальных инструментов Узеира Гаджибекова. В 1936 году Алиаге Гулиеву предложили работу в театре оперы и балета имени М. Ф. Ахундова и оркестре Республиканского радио. В 1937 году состоялась премьера оперы «Кёроглы», в которой в состав оркестра были включены десять таров, балабан, кеманчи, нагары. С 1939 года Гулиев стал студентом Азербайджанской государственной консерватории.
В 1939 году призван в РККА. С июня 1941 года на фронтах Великой Отечественной войны. Боевой путь Алиага Кулиева начался в городе Чаусы Гомельской области Белоруссии. На фронте освоил профессию радиста, в 1942 году в звании младшего лейтенанта назначен командиром радиовзвода 712-го стрелкового полка, 132-й стрелковой дивизии 47-й армии, а спустя короткий период времени назначен командиром роты связи. Позже начальник связи полка.
2 сентября 1944 года в боях за Варшаву старший лейтенант Кулиев получил тяжелое осколочное ранение. После выздоровления назначен начальником связи 839-го стрелкового полка 402-й азербайджанской стрелковой дивизии.
В послевоенное время работал солистом Азербайджанского театра оперы и балета имени М. Ф. Ахундова; музыкальным редактором и руководителем ансамбля народных инструментов Республиканского радиокомитета и Азербайджанской государственной филармонии имени М.Магомаева; солистом Азербайджанского государственного театра песни под руководством Рашида Бейбутова.
В 1989 году за достижения в области музыкального искусства Алиага Кулиев был удостоен звания народного артиста Азербайджанской ССР, награждён Почётной грамотой Президиума Верховного Совета Азербайджанской ССР (1979).
Награждён орденами Красной Звезды, Отечественной войны 1 и 2 степеней, двумя медалями «За боевые заслуги».